# Stanisław Mauersberg

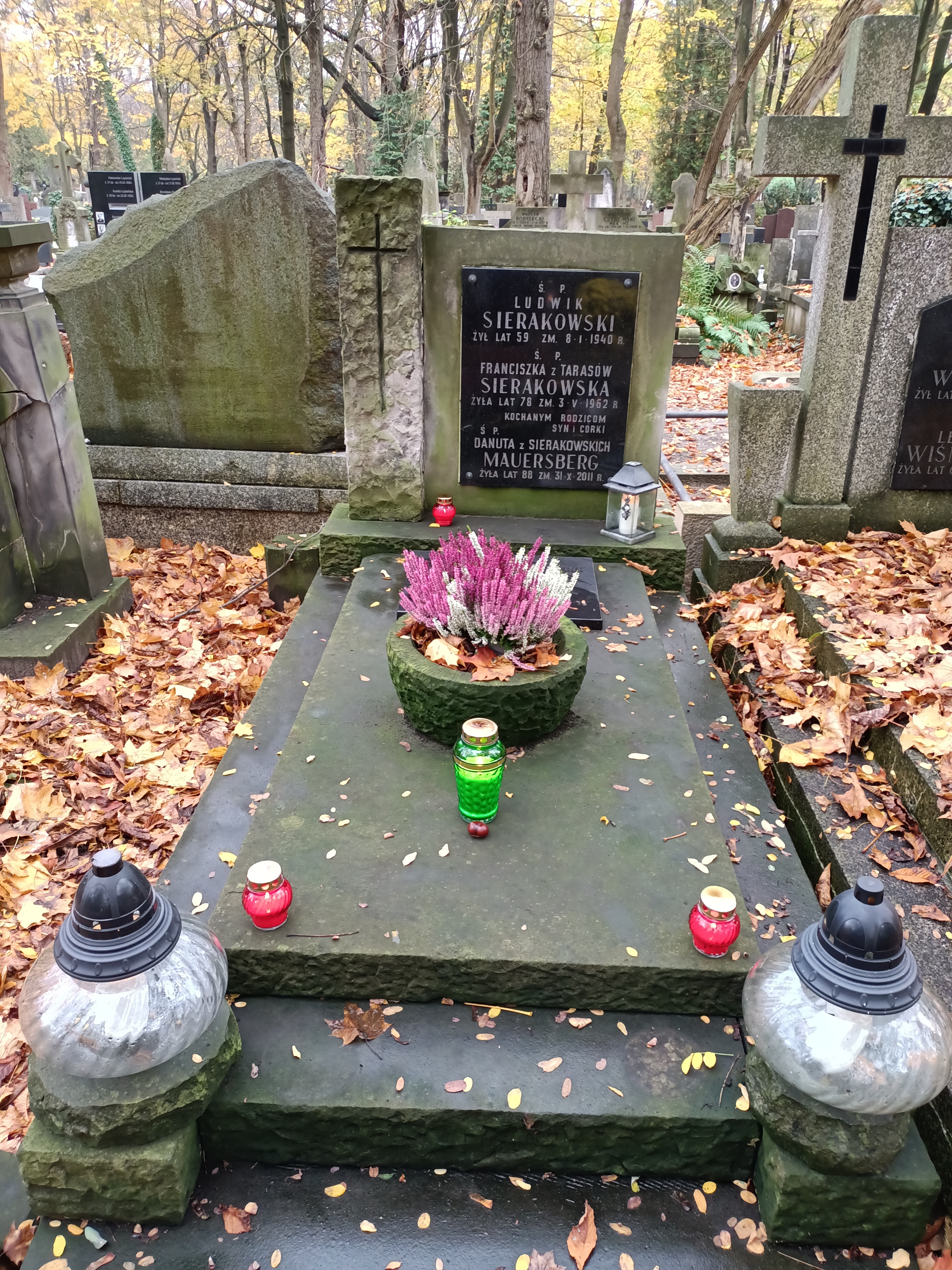
Grób Stanisława Mauersberga na cmentarzu Powązkowskim

Stanisław Mauersberg (ur. 26 lipca 1924 w Godziembowie, pow. lubartowski, zm. 16 sierpnia 2012) – historyk oświaty i wychowania, profesor nauk humanistycznych.

## Życiorys
W 1959 ukończył na Uniwersytecie Warszawskim studia w zakresie filologii polskiej. 21 lutego 1967 obronił w Uniwersytecie Warszawskim pracę doktorską Szkolnictwo powszechne dla mniejszości narodowych w Polsce w latach 1918–1939. W 1969 po likwidacji Pracowni Ustroju i Organizacji Oświaty w Polskiej Akademii Nauk kierowanej przez prof. Mariana Falskiego przeniósł się do Pracowni Dziejów Oświaty, a następnie Zakładu Historii Nauki, Oświaty i Techniki PAN. Habilitował się 11 czerwca 1974 na podstawie rozprawy Reforma szkolnictwa w Polsce w latach 1944–1948. Tytuł profesorski otrzymał 19 lutego 1981 roku. Od 1977 do 1984 roku pełnił funkcję zastępcy dyrektora Instytutu Historii Nauki, Oświaty i Techniki PAN (obecnie Instytut Historii Nauki PAN). W późniejszym okresie pracował w Wyższej Szkole Pedagogiki Specjalnej im. Marii Grzegorzewskiej.
Specjalizował się w problematyce historii oświaty i wychowania, zwłaszcza XX stulecia, w tym w zagadnieniach myśli pedagogicznej, oświaty dorosłych, edukacji mniejszości narodowych, problematyce prawnej szkolnictwa oraz wpływach ideologii i polityki na oświatę. Jest autorem części ogólnej, obejmującej lata 1939–1952, w tomie piątym syntezy Historii nauki polskiej pod red. Bogdana Suchodolskiego.
Do 1981 roku był członkiem PZPR.
Spoczywa na cmentarzu Powązkowskim w Warszawie (kw. 253-2-20)

## Ważniejsze publikacje
- 2005: Szkolnictwo polskie po drugiej wojnie światowej (1944–1956),
- 2003: Indoktrynacja młodzieży szkolnej w Polsce w latach 1945–1956, współautor: Elwira J. Kryńska,
- 2000: Oświata polska 1944-1956: wybór źródeł. Lata 1949–1956, wybór: Stanisław Mauersberg i Marian Walczak,
- 1999: Oświata polska 1944-1956: wybór źródeł. Lata 1944–1948, wybór: Stanisław Mauersberg i Marian Walczak,
- 1996: Na przełomie: antologia relacji nauczycieli i uczniów z lat 1944–1956, wybór i oprac. Stanisław Mauersberg, Marian Walczak,
- 1991: Towarzystwo Uniwersytetu Robotniczego w latach 1944–1948,
- 1990: Dzieje szkolnictwa i pedagogiki specjalnej, pod red. Stanisława Mauersberga,
- 1988: Komu służyła szkoła w Drugiej Rzeczypospolitej : społeczne uwarunkowania dostępu do oświaty,
- 1974: Reforma szkolnictwa w Polsce w latach 1944–1948,
- 1972: Wybrane zagadnienia z dziejów oświaty dorosłych,
- 1970: Towarzystwo Wiedzy Powszechnej wczoraj i dziś: w 20-lecie działalności, red. Stanisław Mauersberg,
- 1968: Szkolnictwo powszechne dla mniejszości narodowych w Polsce w latach 1918–1939.

## Linki  zewnętrzne
- Wspomnienia o profesorze Stanisławie Mauersbergu "Przegląd Historycno-Oświatowy"  Rok LV 3–4 (217-218) 2012